# Fernando Rodarte Fernández
Fernando Rodarte Fernández (Sombrerete, Zacatecas, 28 de junio de 1903 - México DF, 16 de agosto de 1987). Mexicano, de religión católica. Participó activamente en el conflicto armado entre el gobierno del presidente Plutarco Elías Calles y los católicos, sobre todo del centro de México, llamado Guerra Cristera, que se llevó a cabo de 1926 a 1929. Su participación fue en labores administrativas, especialidad en la que apoyó a la Iglesia durante a lucha. Se distinguió por su estricta fe en Dios y también por su devoción a la Virgen de Guadalupe. Fue nacionalista y siempre prefirió la cultura mexicana a la extranjera. Formó parte de la Orden de los Caballeros de Colón.
Rodarte Fernández sobresalió por sus habilidades administrativas, su formación la realizó de manera autodidacta, su gusto por la lectura sobre este tema lo llevó a desarrollar nuevas propuestas. Formuló una idea de un sistema de pagos en abonos, "pagos chiquitos", como le llamaba. Fue autor del libro La Empresa y sus Relaciones Públicas publicado en 1966, en el que desarrolló su teoría sobre la administración y las relaciones públicas en la formación y crecimiento de las empresas.

## Primeros años
Sus padres el doctor Luis Rodarte Rueda y la maestra María de la Luz Fernández Zavala, tuvieron en total 14 hijos, todos en Zacatecas. Fue gemelo de su hermano Ángel. La familia era dueña de grandes extensiones de tierra por todo el estado, por lo que era muy influyente a principios del siglo XX. 
Le tocó vivir bajo los últimos ocho años de gobierno de Porfirio Díaz. Durante el porfiriato se construyeron en Zacatecas numerosos edificios y monumentos. Aunque la Revolución estalló en 1911, la violencia llegó a Zacatecas en 1914, cuando Fernando tenía sólo 11 años de edad, fue el escenario de una de las batallas decisivas pues triunfaron los revolucionarios y dieron fin al gobierno de Victoriano Huerta.
Rodarte Fernández recibió educación escolar hasta sexto año de primaria. Sin embargo, continuó estudiando y preparándose por su parte. Leyó sobre los temas que le iban interesando y siempre siguió actualizándose por lo que se puede decir que fue un hombre culto. Sus familiares decían que siempre estaba con un libro en la mano o en su máquina de escribir pues también le gustaba escribir detalladas cartas y poemas a sus seres queridos.
En su casa paterna la enseñanza de la religión católica era una base muy importante, por eso, Fernando Rodarte siempre fue muy creyente y muy estricto en seguir las normas de la Iglesia, pues le fueron inculcadas desde muy temprana edad.

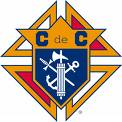
Escudo de los Caballeros de Colón

Como era de esperarse, a raíz de la educación religiosa impartida en la familia, uno de sus hermanos se ordenó sacerdote Jesuita en el Templo de San Francisco Javier, hoy el Museo Nacional del Virreinato en Tepotzotlán. De los hermanos dos hicieron carrera universitaria: Leopoldo (1909-1999) y Enrique, ambos estudiaron medicina, cabe destacar que Leopoldo terminó sus estudios gracias al apoyo que Fernando le brindó para que lo hiciera.
Fernando junto con el menor de los hermanos, Joaquín Rodarte, conocieron a Pancho Villa, y en alguna de las visitas de Villa a Sombrerete, pudieron platicar con él.  Los hermanos siempre lo admiraron.

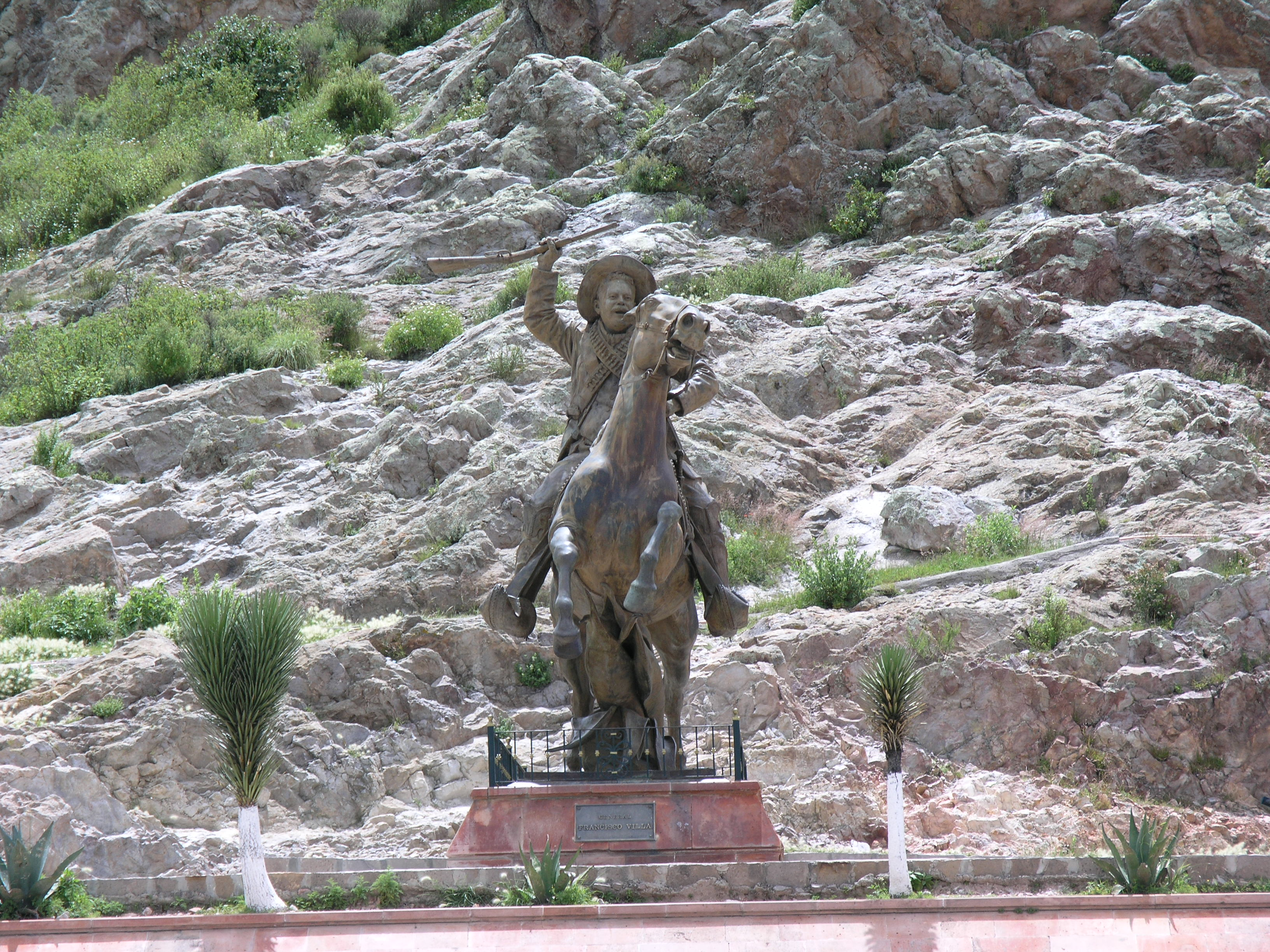
Estatua de Pancho Villa en Zacatecas1

## Su papel en la Guerra cristera

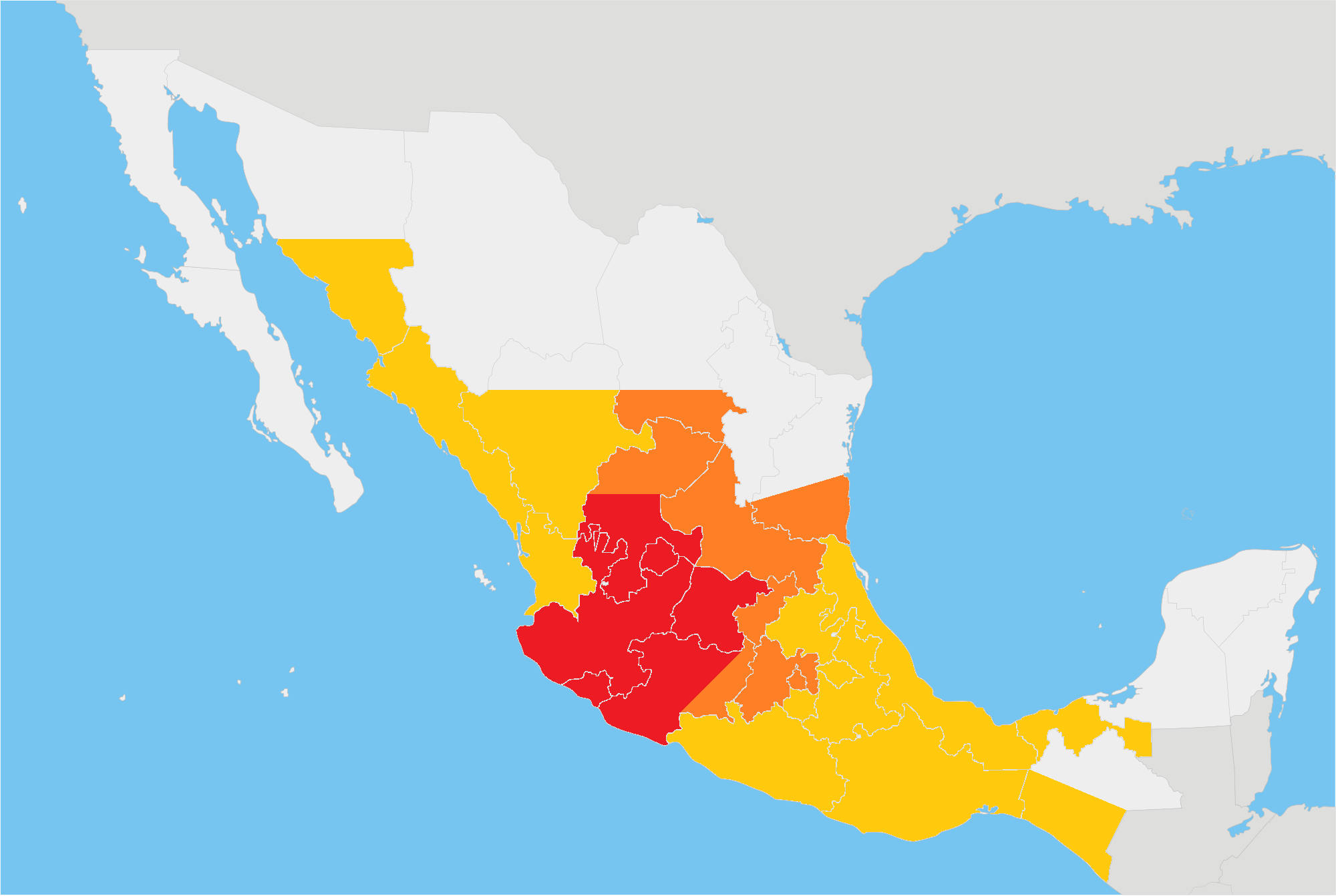
Escenario de Guerra cristera, 1926-1929

La vida en los pueblos la consideraba muy aburrida y por eso Fernando Rodarte decidió irse a vivir a la capital del país, dejando atrás su tierra natal. Lo primero que hizo al llegar a la ciudad, a la edad de 20 años, fue trabajar como secretario particular en la Mitra, donde siguió suinstrucción católica.
Tuvo una relación cercana con Monseñor Guízar y Valencia, elprimer obispo mexicano e hispanoamericano canonizado por la Iglesia católica. También conoció al sacerdote zacatecano Miguel Agustín Pro, a quien siempre admiró. Decía que era santo ya en vida y hablaba con mucha veneración hacía él. Estos dos sacerdotes influenciaron su postura y su forma de pensar respecto a la Iglesia, dicha postura se haría presente más adelante durante la Guerra cristera.

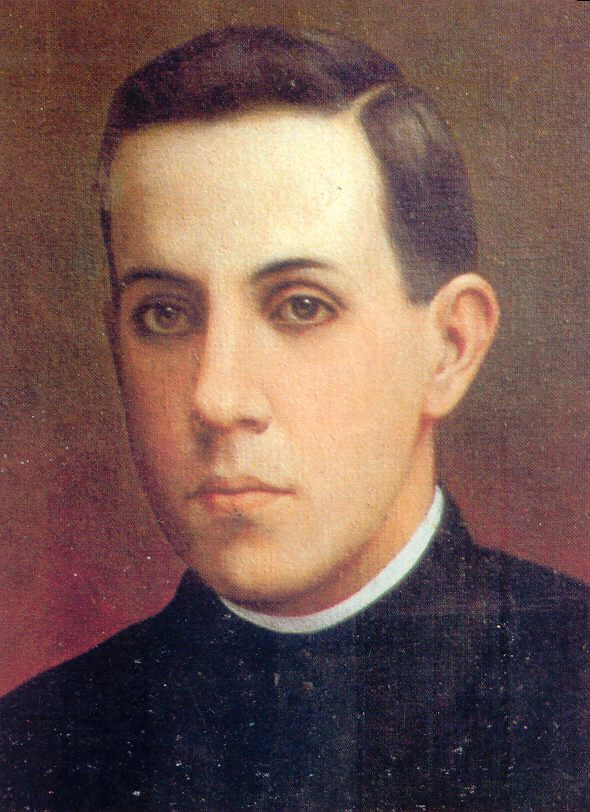
Beato Miguel Agustín Pro (1891-1927), ejecutado tras haber sido inculpado de un atentado contra el expresidente Álvaro Obregón

Instalado ya en la Ciudad de México, como prueba de su devoción a la fe católica, Fernando quiso seguir la vocación religiosa y estudiar para sacerdote; tuvo una gran desilusión pues le negaron su entrada a la orden la razón que le dieron fue que su vocación era formar una familia. Y así lo hizo años más tarde.
Alrededor del año de 1926 se incorporó al movimiento cristero en la Ciudad de México. Defendió los intereses de los católicos mexicanos, en especial los intereses de la Iglesia manteniendo una actitud firme durante los 3 años de la persecución religiosa. 
"Llegó a ocupar un puesto de alto mando en la organización de la lucha, ya que era escuchado por los demás cristeros, se dice que llegó a ser líder del movimiento en una parte del Distrito Federal. Era más un líder de tipo administrativo, estratégico e ideológico, como el mismo lo decía, pues no le gustaba la violencia y nunca se interesó en participar en el aspecto militar de la lucha."
Fue testigo de la expulsión de varias órdenes religiosas del país y del cierre masivo de los colegios católicos en la ciudad, situación que tuvo gran relevancia ya que el clero era el principal encargado de impartir la educación en México en esa época. Varias familias católicas siguieron apoyando a los Cristeros de manera secreta;  cabe mencionar, a la familia Limón, con quien Fernando tenía una relación de amistad, pues las señoritas Limón se organizaron con un grupo de personas católicas para seguir dando clases a los niños que se habían quedado sin escuela.

## Vida personal y laboral
Por temor a la persecución del Presidente Plutarco Elías Calles, Fernando Rodarte salió exiliado del país y fue a vivir a la ciudad de Los Ángeles, Estados Unidos. Allí Fernando aprendió el idioma inglés, al mismo tiempo que aprendió a vender seguros, a lo que se dedicaría unos años de su vida. Según expresó en varias ocasiones, la cultura estadounidense no fue de su total agrado.
Tiempo después, cuando tuvo oportunidad, regresó a la Ciudad de México, fue aquí donde en una fiesta organizada por el grupo de las señoritas Limón, conoció a la que sería su esposa, María del Carmen Gómez y Santoscoy. Se casaron en 1936, a la edad de 33 y 19 años. Escribió muchos poemas de amor a su esposa, a quien siempre amó y admiró.

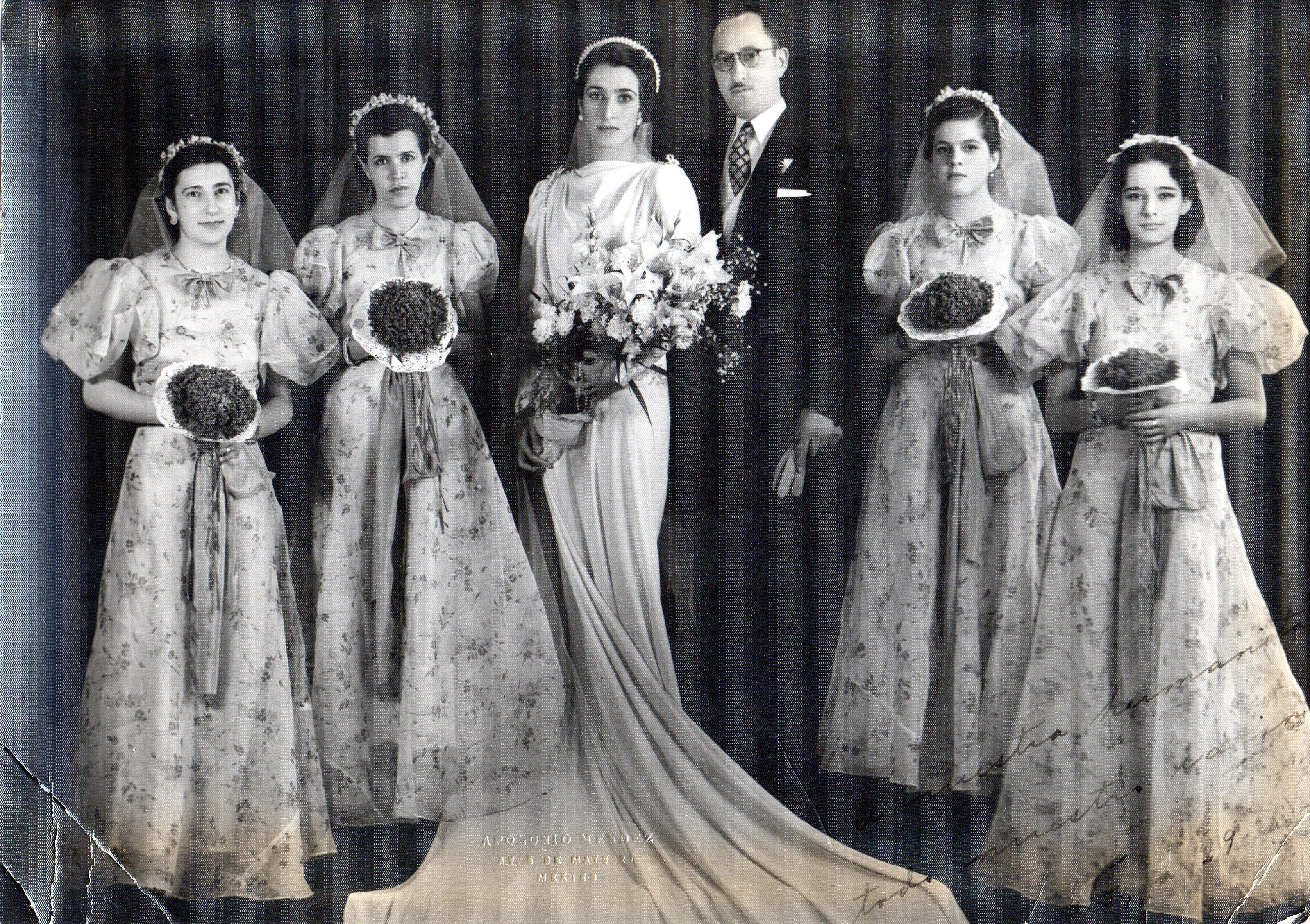
Boda Fernando Rodarte y María del Carmen Gómez y Santoscoy 1936, México DF

Ya casados se fueron a vivir a Torreón, Coahuila. El 9 de noviembre de 1938 nació su primer hijo Fernando, tres años más tarde nació Carlos y tiempo después Jorge. Inscribió a sus hijos en el colegio "El Torreón" de la Orden de los Caballeros de Colón, organización a la que él pertenecía.
En Torreón entró como vendedor a la tienda departamental llamada Compañía Comercial CIMACO, propiedad de Don Carlos I. Marcos, empresario de origen libanés. Al señor Marcos le interesó la manera de trabajar de Fernando, y poco después, lo hizo su socio en una nueva compañía "La Modernizadora del Hogar", competidora de la CIMACO.
En esta nueva compañía se vendían electrodomésticos. Construyeron el edificio más alto de Torreón de ese entonces que tenía dos pisos.  Fernando aplicó muchos conceptos e ideas modernas aprendidas en Estados Unidos que aún no se tenían en México. Trató de implementar un sistema de venta con "pagos chiquitos", como él solía decirle cuando lo diseñó para aumentar las ventas de su negocio, sistema de crédito sobre saldos insolutos. Pero esto no se pudo llevar a cabo, pues se liquidó el negocio en 1946.
En diciembre de 1946, la familia regresó a vivir a la Ciudad de México. Inscribió a sus hijos en el Colegio Cristóbal Colón, el cual estaba ubicado en la misma calle que su departamento. Aunque había pasado ya una década, Fernando siguió manteniendo contacto con sus amigos cristeros, con los que se reunía; en ocasiones en su casa. 
Nacieron sus siguientes 5 hijos en el Distrito Federal, por orden de edades: Eduardo, María del Carmen, Leopoldo y María de los Ángeles. 
Empezó a trabajar en un despacho administrativo. En 1953 trabajó en la Fábrica de papel San Rafael ubicada en San Rafael (estado de México), población que es la cabecera del municipio de Tlalmanalco. Regresaba a su casa los sábados y domingos . En la capital vivió una vida tranquila y sencilla y aunque sus ingresos eran limitados tuvo a sus hijos en muy buenos colegios y les pagó la universidad a todos, pues era muy importante para él que fueran profesionistas. Siempre dijo que le hubiera encantado que alguno de sus hijos se hubiera ordenado sacerdote, pero no fue así. 
A sus 60 años de edad cayó gravemente enfermo. En el hospital le diagnosticaron cálculos en un riñón. Sería necesario operarlo. Cuando lo estaban preparando, los doctores se dieron cuenta de que tenía solamente uno, quizá por ser gemelo. Debido a esta situación, la operación no fue posible. Aunque vivió varios años más sufrió de mucho dolor.
Años más tarde, le detectaron cáncer debajo de la lengua, lo padeció bastante tiempo, aunque se ponía mal, luego se mejoraba. En el festejo de sus 50 años de casado, se reventó su vesícula biliar, él no dijo nada hasta terminar la fiesta. Esto ya no lo pudo superar su estado de salud y murió el 16 de agosto de 1987, a los 84 años de edad.

## Obras literarias
Según el testimonio de sus hijos, cuando estaba en su casa siempre se le veía enfrente de la máquina de escribir. Le gustaba escribir poemas, cartas y libros, siempre los dedicó de manera cariñosa, primero a su esposa, a sus hijos y luego a sus nietos. 
El cuarto verso de uno de sus poemas que le escribe a su esposa el viernes 29 de mayo de 1987, meses antes de morir, dice:
TU ERES MI INSPIRACIÓN

[...]
Mas tú te llevas la palma,

compañera de mi alma,

con tu dulzura y encanto

e inconfundibles virtudes

que a tu esposo y a tus hijos

y a nuestras nueras y al yerno,

nos prodigas a raudales

con amor de lo más tierno.

[...]

## Un libro clásico de administración
Escribió el libro titulado La Empresa y sus Relaciones Públicas] que explica todo lo que aprendió sobre la administración agregando su aportación sobre la importancia de las relaciones públicas en las empresas. Sus temas principales son "Antecedentes de las relaciones públicas. Elementos constitutivos de la empresa. Funciones especiales de la empresa. Funciones administrativas. Funciones orgánicas de la empresa. Su función jurídica. Funciones de las relaciones humanas. Funciones de ralaciones industriales. Las relaciones públicas de la empresa." 
Este libro se considera un clásico, tanto de la administración como de las ventas y las relaciones públicas. En los años sesenta, en América Latina aún estaban poco desarrollados los estudios del tema. Rodarte escribió:
"El andamiaje de las ventas representa para la Empresa el medio que sobrepasa en importancia a todos los demás medios de comunicación con el gran público consumidor, pues tiene un contacto íntimo con el público consumidor y comprador, contacto que debe ser aprovechado por la Gerencia de Ventas y de Relaciones Públicas. Es fundamental recibir las percepciones de estos públicos y el vehículo de ello deben ser, en gran medida, los representantes de ventas; además del directivo encargado de esta área y el de Relaciones Públicas." 
La Empresa y sus Relaciones Públicasse utilizó por varios años en distintas universidades de México, América Latina y España. Fue publicado en 1966 por la Editorial Limusa-Wiley. Si se busca en Internet, se puede ver en el catálogo vigente de universidades mexicanas y en latinoamericanas como La de Lima, la de San Antonio Abad del Cusco y la Universidad Nacional Jorge Basadre Grohmann de Tacna, Perú; la de Don Bosco y al Dr. José Marías Delgado, en El Salvador; la Universidad Técnica de Ambato, Ecuador; la Universidad de Zulia y la Abierta de Venezuela (UNA) e instituciones como el Instituto Peruano de Publicidad y The European Library.
Rodarte Fernández dejó tres libros más en proceso. Se buscó la manera de terminarlos, por el grado de especialidad hizo que la familia decidiera dejar los borradores sin modificar e inéditos.